# Ланкастер (Массачусетс)
Ланкастер (англ. Lancaster) — город в округе Вустер, Массачусетс, США. Основан в 1653 году, старейший город в округе Вустер.
В 2000 году население города составило 7380 человек.
В Ланкастере проживала Мэри Роулендсон — женщина, похищенная индейцами-вампаноагами в XVII в. и позднее подробно описавшая свои приключения в книге.
В городе родился (в 1849 году) вырос и учился выдающийся американский биолог-растениевод Лютер Бёрбанк.